# Levijev brijeg
Levijev brijeg je livada i zeleni prostor u gradu Bjelovaru između Vojnovića i naselja Jug te u blizini bjelovarskih bazena. Kroz Levijev brijeg prolazi šetnica uz koju se nalazi park za pse.   
Levijev brijeg je planiran za buduće uređenje u novi gradski park.

## Povijest
Kroz središnji dio Levijevog brijega je u prošlosti prolazio Ciglarski potok, koji je u prošlosti obskrbljavao brojne ciglane te i sami grad pitkom vodom. Danas se Ciglarski potok nalazi pokopan ispod Levijevog brijega kao ukopani cjevovod, te ponovo izvire iznad zemlje kod ulice Željka Markovića.
Na južnome predijelu Levijevog brijega se nekoć nalazio Regimentski ribnjak, prvo kupalište u krugu grada Bjelovara prije izgradnje bjelovarskih bazena.
2017. godine je unutar generalnog urbanističkog plana Bjelovara predviđena izgradnja kuća na Levijevom brijegu što su stanovnici južnog Vojnovića i Frankopanskog naselja protestirali. Planovi su otkazani te je u isto vrijeme na Levijevom brijegu izgrađena šetnica i pseći park.
2023. godine je najavljen novi planirani park Levijev brijeg sa proširenjem današnjeg psećeg parka, ekološkim vrtovima, rekreacijskim prostorima i "zelenim teaterom" 